# Socho-myeon
Socho-myeon (koreanska: 소초면) är en socken i kommunen Wonju i provinsen Gangwon i den centrala delen av Sydkorea, 90 km öster om huvudstaden Seoul.